# Kagemusha
Kagemusha (Japans: 影武者) is een historisch oorlogsdrama uit 1980 onder regie van Akira Kurosawa. De film werd genomineerd voor zowel de Academy Award voor beste niet-Engelstalige film als die voor de beste artdirection. Meer dan vijftien andere prijzen werden Kagemusha daadwerkelijk toegekend, waaronder twee BAFTA Awards, de Gouden Palm van het Filmfestival van Cannes 1980, een César, twee Premi David di Donatello en drie Blue Ribbon Awards.

## Verhaal
Een 16e-eeuwse Japanse krijgsheer die ervan droomt Japan te verenigen onder zijn leiding, kan niet overal tegelijk zijn, en laat daarom zijn jongere broer als dubbelganger optreden. Deze broer betrapt een dief die als twee druppels water op de krijgsheer lijkt. De dief krijgt de keuze tussen onthoofding of optreden als dubbelganger. Hij kiest voor het laatste, en wordt klaargestoomd voor zijn rol. Als de krijgsheer sterft mag de buitenwereld dit niet weten, en wordt de rol die de dubbelganger speelt permanent. Hij gaat zich steeds meer identificeren met de man voor wie hij moet doorgaan, maar kan niet voorkomen dat de Takeda's worden verslagen door de historische figuur Ieyasu Tokugawa.

## Achtergrond
Kurosawa had na zijn geflopte film Dodesukaden tien jaar geen film meer in Japan gemaakt. Zijn laatste film was Dersu Urzala geweest, die hij in 1975 in de Sovjet-Unie opnam. In Kagemusha buitte hij de mogelijkheden van Dolby Stereo en Panavision uit. De film was in 1980 de duurste film in Japan gemaakt ooit, maar bleek van aanzienlijke invloed op het bedrijfsresultaat van Toho Films. Kagemusha wordt beschouwd als generale repetitie voor Kurosawa's Ran uit 1985.

## Rollen
| Acteur           | Personage                 | Beschrijving                    |
| ---------------- | ------------------------- | ------------------------------- |
| Tatsuya Nakadai  | krijgsheer Shingen Takeda |                                 |
| Tatsuya Nakadai  | de dief                   | dubbelrol                       |
| Tsutomu Yamazaki | Nobukado Takeda           | jongere broer van de krijgsheer |
| Kenichi Hagiwara | Katsuyori Takeda          | zoon van de krijgsheer          |
| Daisuke Ryu      | Oda Nobunaga              | tegenstander van de krijgsheer  |
| Masayuki Yui     | Ieyasu Tokugawa           | tegenstander van de krijgsheer  |